# 가쪽가슴근신경
가쪽가슴근신경(lateral pectoral nerve, lateral anterior thoracic nerve) 또는 외측흉근신경(外側胸筋神經)은 팔신경얼기의 가쪽다발에서 갈라져 나오는 신경이다. C5-C7 성분을 포함하고 있다.
겨드랑동맥과 겨드랑정맥을 가로질러, 가쪽가슴근신경은 빗장가슴근막을 관통하고 큰가슴근의 깊은 쪽 표면으로 들어가 큰가슴근에 분포한다.  이때 신경은 4 ~ 7개의 가지들로 갈라지며 근막을 관통하며, 큰가슴근 전체 혹은 위쪽 부분을 지배한다.

## 기능
가쪽가슴근신경은 큰가슴근의 운동신경으로 분포한다.
대부분 이 신경은 운동신경으로 설명되지만, 고유수용성감각과 통각을 전달하는 섬유를 포함한다고 여겨지기도 한다. 가쪽가슴근신경은 팔신경얼기 위줄기, 중간줄기의 앞갈래와 가쪽다발에서 갈라져 나온다. 반면 안쪽가슴근신경은 아래줄기의 앞갈래와 안쪽다발에서 시작된다.
두 개의 가슴근신경은 겨드랑동맥 주변에서 연결되어 가슴근신경고리(ansa pectoralis)라는 구조물을 형성한다. 안쪽가슴근신경은 보통 하나라고 설명되지만, 가쪽가슴근신경을 두 개라고 설명하는 경우도 있다.

## 임상적 중요성

### 수술 후 간호
가쪽가슴근신경은 유방 확대술이나 유방절제술, 특히 유방삽입물 수술 시 가슴근 아래(subpectoral) 경로를 통해 시행할 때 통증 반응에 중요하다. 두 가슴근신경은 수술 중에 외과의사가 직접 보고 세 번 주사하여 마취할 수 있다. 하나는 안쪽가슴근신경을, 두 번째로는 안쪽가슴근신경의 관통가지들을, 마지막 세 번째는 가쪽가슴근신경을 차단한다. 초음파를 통해 시행하는 신경 차단도 수술 전에 마취과 의사가 국소 마취를 통해 예방적으로 수행할 수 있다. 이 방식은 안전하며 큰가슴근, 작은가슴근, 가슴근신경의 경로를 확인하고 국소 마취제를 최적의 위치에 사용하기 위해 초음파 영상을 활용한다.

#### 신경 차단
어깨 탈구나 어깨 관련 정형외과 시술 중에 가쪽가슴근신경 차단이 유용하다. 큰가슴근의 경련과 그로 인한 심각한 (급성 또는 만성) 통증을 가슴근신경 차단이나 신경근 이완을 통해 경감시킬 수 있다. 가슴근의 긴장을 수술 중에 신경근 차단제를 통해 이완시키거나, 신경 차단(국소 마취제 투여)을 통해 감소시키면 유방확대술이나 유방절제술 이후 삽입물 시술 시 더 나은 미용 효과를 기대할 수 있다. 신경혈관다발(가슴봉우리동맥과 정맥, 가쪽가슴근신경으로 구성)의 피부에서 위치가 신경 차단 지점이 된다.

### 손상
가쪽가슴근신경은 특히 수술, 지짐술, 박리로 인해 손상될 수 있다. 팔신경얼기 손상이 발생해 가쪽가슴신경으로의 신경 분포가 사라질 수도 있다.

## 추가 이미지

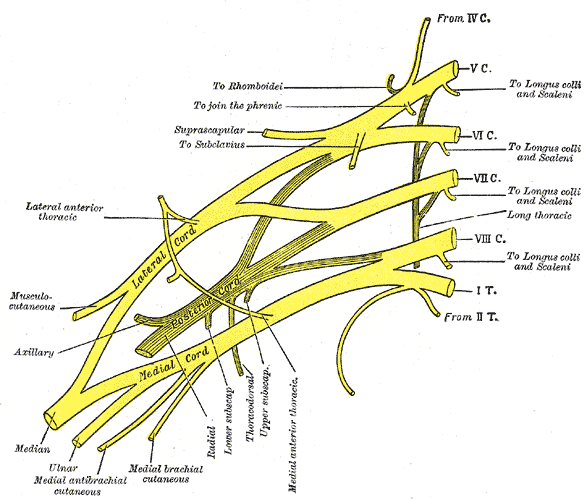
팔신경얼기의 경로.
팔신경얼기.
척수신경이 색깔별로 표시된 팔신경얼기의 경로.

## 같이 보기
- 안쪽가슴근신경

## 참고 문헌
이 문서는 현재 퍼블릭 도메인에 속하는 그레이 해부학 제20판(1918) page 933의 내용을 기초로 작성된 글이 포함되어 있습니다.
1. 1 2 3  Kahn, Elyne; Yang, Lynda J. -S. (2015년 1월 1일),  Tubbs, R. Shane; Rizk, Elias; Shoja, Mohammadali M.; Loukas, Marios, 편집., “Chapter 40 - Anatomy of the Lateral Cord and Its Branches”, 《Nerves and Nerve Injuries》 (영어) (San Diego: Academic Press), 547–551쪽, doi:10.1016/b978-0-12-410390-0.00042-1, ISBN 978-0-12-410390-0, 2020년 10월 19일에 확인함
2. 1 2 3  Baur, Dale A.; Horan, Michael P.; Rodriguez, Juan C. (2012년 1월 1일),  Bagheri, Shahrokh C.; Bell, R. Bryan; Khan, Husain Ali, 편집., “Chapter 68 - The Pectoralis Major Myocutaneous Flap”, 《Current Therapy In Oral and Maxillofacial Surgery》 (영어) (Saint Louis: W.B. Saunders), 566–572쪽, doi:10.1016/b978-1-4160-2527-6.00068-2, ISBN 978-1-4160-2527-6, 2020년 10월 26일에 확인함
3. ↑  Rea, Paul (2015년 1월 1일),  Rea, Paul, 편집., “Chapter 2 - Upper Limb Nerve Supply”, 《Essential Clinically Applied Anatomy of the Peripheral Nervous System in the Limbs》 (영어) (Academic Press), 41–100쪽, doi:10.1016/b978-0-12-803062-2.00002-4, ISBN 978-0-12-803062-2, 2020년 10월 26일에 확인함
4. 1 2  Willey, Shawna C.; Feldman, Elizabeth D. (2009년 1월 1일),  Evans, Stephen R. T., 편집., “Chapter 46 - Mastectomy”, 《Surgical Pitfalls》 (영어) (Philadelphia: W.B. Saunders), 475–487쪽, doi:10.1016/b978-141602951-9.50058-x, ISBN 978-1-4160-2951-9, 2020년 10월 26일에 확인함
5. ↑  Wei, William Ignace; Chan, Yu-wai (2009년 1월 1일),  Wei, Fu-Chan; Mardini, Samir, 편집., “CHAPTER 17 - Pectoralis major flap”, 《Flaps and Reconstructive Surgery》 (영어) (Edinburgh: W.B. Saunders), 175–192쪽, doi:10.1016/b978-0-7216-0519-7.00017-4, ISBN 978-0-7216-0519-7, 2020년 10월 26일에 확인함
6. ↑  Porzionato, Macchi; Stecco (2012). “Surgical Anatomy of the Pectoral Nerves and the Pectoral Musculature”. 《Clinical Anatomy》 25 (5): 559–575. doi:10.1002/ca.21301. PMID 22125052. S2CID 22125503.
7. ↑  Desroches, Jean; Grabs (2013). “). "Selective Ultrasound Guided Pectoral Nerve Targeting in Breast Augmentation: How to Spare the Brachial Plexus Cords?"”. 《Clinical Anatomy》 26 (1): 49–55. doi:10.1002/ca.22117. PMID 22730005. S2CID 26711722.
8. ↑  Titiz, Izzet; Ozel; Ozel; Toros; Marur; Yildirim; Erdogdu; Kara (2010년 8월 19일). “Denervation Point for Neuromuscular Blockade on Lateral Pectoral Nerves: A Cadaver Study”. 《Surgical & Radiologic Anatomy》 33 (2): 105–108. doi:10.1007/s00276-010-0712-7. PMID 20721553. S2CID 6959180.
9. ↑  Larsen, Mikko; Bishop, Allen T.; Shin, Alexander Y. (2018년 1월 1일),  Morrey, Bernard F.; Sanchez-Sotelo, Joaquin; Morrey, Mark E., 편집., “117 - Flaccid Dysfunction”, 《Morrey's the Elbow and its Disorders (Fifth Edition)》 (영어) (Philadelphia: Content Repository Only!), 1078–1098쪽, ISBN 978-0-323-34169-1, 2020년 10월 26일에 확인함